# Лукій
Лукій — чоловіче особисте ім'я латинського походження; сходить до лат. Lucius (Луцій) — поширеного в античну епоху особистого імені (див. Преномен), що утворилося від lux («світло»; родовий відмінок — lucis). У давньоримській міфології Луцій — традиційний епітет Марса.
Жіноче парне ім'я — Лукія. Після Жовтневої революції зустрічалася модернізована форма імені — Люцій (і його жіночий варіант — Люція), що трактувалася також як усічення від слова «революція».

## Іменини
Православні іменини (дати наводяться за григоріанським календарем):
- 3 березня, 27 серпня, 2 вересня, 23 вересня.

Католицькі іменини:
- 4 березня, 22 квітня, 6 травня, 12 липня, 19 жовтня, 3 грудня.